# Liste der Baudenkmäler in Erlangen/I
Diese Liste ist eine Teilliste der Liste der Baudenkmäler in Erlangen. Grundlage der Liste ist die Bayerische Denkmalliste, die auf Basis des bayerischen Denkmalschutzgesetzes vom 1. Oktober 1973 erstmals erstellt wurde und seither durch das Bayerische Landesamt für Denkmalpflege geführt und aktualisiert wird. Die folgenden Angaben ersetzen nicht die rechtsverbindliche Auskunft der Denkmalschutzbehörde.
Dieser Teil der Liste beschreibt die denkmalgeschützten Objekte in der folgenden Erlanger Straße:

## Innere Brucker Straße
| Lage                                  | Objekt                                | Beschreibung | Akten-Nr.               | Bild                                  |
| ------------------------------------- | ------------------------------------- | --- | ----------------------- | ------------------------------------- |
| Innere Brucker Straße 1 (Standort)    | Bürgerhaus                            | Zweigeschossiger Traufseitbau, Zwerchhaus, 1706                                                                              | D-5-62-000-355          | Bürgerhaus                            |
| Innere Brucker Straße 5 (Standort)    | Bürgerhaus                            | Zweigeschossiger Traufseitbau, Zwerchhaus, 1716                                                                              | D-5-62-000-356 Wikidata | Bürgerhaus                            |
| Innere Brucker Straße 7 (Standort)    | Ehemaliger Gasthof Goldenes Glöcklein | Zweigeschossiger Traufseitbau, 1707                                                                                          | D-5-62-000-357 Wikidata | Ehemaliger Gasthof Goldenes Glöcklein |
| Innere Brucker Straße 8/10 (Standort) | Bürger-Doppelhaus                     | Zweigeschossiger Traufseitbau, Zwerchhaus und Schleppgauben, 1715                                                            | D-5-62-000-358 Wikidata | Bürger-Doppelhaus                     |
| Innere Brucker Straße 9 (Standort)    | Bürgerhaus                            | Dreigeschossiger Traufseitbau, 1707, drittes Geschoss später                                                                 | D-5-62-000-359 Wikidata | Bürgerhaus                            |
| Innere Brucker Straße 12 (Standort)   | Adelshaus                             | Zweigeschossiger Traufseitbau, Zwerchhaus, 1716, zwei Obergeschosszimmer mit Stuckdecken                                     | D-5-62-000-360 Wikidata | Adelshaus                             |
| Innere Brucker Straße 17 (Standort)   | Bürgerhaus                            | Zweigeschossiger Traufseitbau, Zwerchhaus, Portalrisalit gemeinsam mit Nr. 19, 1707                                          | D-5-62-000-361 Wikidata | Bürgerhaus                            |
| Innere Brucker Straße 18 (Standort)   | Gasthof Goldener Mond                 | Zweigeschossiger Walmdach-Eckbau, 1717                                                                                       | D-5-62-000-362 Wikidata | Gasthof Goldener Mond                 |
| Innere Brucker Straße 20 (Standort)   | Bürgerhaus                            | Zweigeschossiger Traufseitbau, Erdgeschoss Sandsteinquader, von ursprünglich fünf Achsen nur drei erhalten, Zwerchhaus, 1708 | D-5-62-000-363 Wikidata | Bürgerhaus                            |
| Innere Brucker Straße 22 (Standort)   | Bürgerhaus                            | Zweigeschossiger Mansarddach-Eckbau, Sandsteinquader, Zwerchhaus, 1764                                                       | D-5-62-000-364 Wikidata | Bürgerhaus                            |